# Paracrias
Paracrias är ett släkte av steklar. Paracrias ingår i familjen finglanssteklar.

## Dottertaxa tillParacrias, i alfabetisk ordning[1]
- Paracrias acidotus
- Paracrias alticola
- Paracrias angusticarina
- Paracrias anthonomi
- Paracrias arcuatus
- Paracrias arizonensis
- Paracrias astalineurus
- Paracrias aucticlavatus
- Paracrias beus
- Paracrias caelaminis
- Paracrias canadensis
- Paracrias cavei
- Paracrias cornutus
- Paracrias coruscus
- Paracrias cyaneochlorus
- Paracrias dolichobasis
- Paracrias estrigatus
- Paracrias foveatus
- Paracrias fulvicrus
- Paracrias gigas
- Paracrias gigaspis
- Paracrias gigops
- Paracrias gnomus
- Paracrias godoyae
- Paracrias gracilentus
- Paracrias graciliclavatus
- Paracrias grandis
- Paracrias guatemalensis
- Paracrias gymnopterus
- Paracrias huberi
- Paracrias lanceolatus
- Paracrias laticalcar
- Paracrias laticeps
- Paracrias microreticulatus
- Paracrias mirus
- Paracrias nasifer
- Paracrias obliquus
- Paracrias obtusiclavatus
- Paracrias oikilaselva
- Paracrias onconeurus
- Paracrias ordinatus
- Paracrias osacola
- Paracrias oxyclavatus
- Paracrias pachyceps
- Paracrias panamensis
- Paracrias pedinus
- Paracrias petilicornis
- Paracrias pluteus
- Paracrias psilopterus
- Paracrias pubicornis
- Paracrias quesadai
- Paracrias reticulatus
- Paracrias schauffi
- Paracrias stenocornis
- Paracrias striatus
- Paracrias strieris
- Paracrias strigosus
- Paracrias strii
- Paracrias sulcifer
- Paracrias taniclavatus
- Paracrias trigonatus
- Paracrias triquetrus
- Paracrias uoides
- Paracrias woldai
- Paracrias zurquicola